# Guido Zurli
Guido Zurli, noto anche con lo pseudonimo di Albert Moore (Foiano della Chiana, 9 gennaio 1929 – Roma, 23 ottobre 2009), è stato un regista italiano.

## Biografia
Dopo alcune esperienze di aiuto regista, nel 1962 ebbe l'occasione di dirigere un film inizialmente affidato a Sergio Leone, Le verdi bandiere di Allah. In seguito, anche sotto pseudonimo (tra gli altri, Albert Moore, G.Z. Reds, Jean Loret, Frank Sanders) diresse numerosi film di genere, western, spionistici, avventurosi e horror, tutti caratterizzati da una vena di sottile umorismo.
Nel 1971 gli venne offerto di recarsi in Turchia per dirigere un film giallo; l'operazione risultò commercialmente redditizia e Zurli filmò altre opere di produzione turca.
Intanto in Italia durante la seconda metà degli anni settanta l'industria del cinema era entrata in crisi e gli vennero proposti solo film sexy o pornografici. Ritornato per un periodo in Turchia, vi girerà nel 1979 il poliziottesco Bersaglio altezza uomo.
Nel panorama cinematografico italiano apparve come sceneggiatore (con lo pseudonimo di Guider Zurlen) nel film di Raniero Di Giovanbattista Valentina, ragazza in calore, debutto hard di Moana Pozzi, ma in realtà il suo apporto alla pellicola fu minimo.
Negli anni ottanta lavorò come regista televisivo per la Rai.
Nei primi anni novanta tornò alla regia per girare film di pugilato e di Kickboxing negli Stati Uniti e in Jugoslavia.
Morì a Roma nel 2009.

## Filmografia parziale

### Regista
- Le verdi bandiere di Allah, co-regia di Giacomo Gentilomo (1963)
- È mezzanotte... butta giù il cadavere (1966)
- Thompson 1880 (1966)
- Silenzio: si uccide (1966)
- O tutto o niente (1968)
- Sigpress contro Scotland Yard (1968)
- El Zorro (La Volpe) (1968)
- Lo strangolatore di Vienna (1970)
- Il piccolo testimone dell'Orient Express (1971)
- La vergine di Bali (1972)
- Cow-Boy Kid (1973)
- Küçük kovboy (1973)
- La ragazza parigina (1975)
- La missione del mandrillo (1975)
- Gola profonda nera (1976)
- Polizia selvaggia (1977)
- Reporter's Story (1977) - serie TV
- Africa erotica (1978)
- Bersaglio altezza uomo (1979)
- Il terno a letto (1980)
- Lo scoiattolo (1981)
- Rođen kao ratnik (1994)

### Soggetto
- 100.000 dollari per Ringo, regia di Alberto De Martino (1965)

### Sceneggiatura
- Il pirata dello sparviero nero, regia di Sergio Grieco (1958) anche aiuto regista
- L'ultimo dei Vikinghi, regia di Giacomo Gentilomo (1961)